# Romano-Briten
Der Begriff Romano-Briten beschreibt die romanisierte Kultur in Britannien unter der Herrschaft des Römischen Reichs, als römische und später christliche Kultur umfassend in das Leben der einheimischen keltisch sprechenden Bevölkerung Britanniens (Britonen) eingedrungen waren.

## Bürgerrecht
Das römische Bürgerrecht wurde in Britannien zunächst sehr selektiv vergeben: Ratsmitglieder bestimmter Gruppen oder Orte, die dadurch zu Bürgern wurden; Veteranen, entweder Legionäre oder Soldaten aus Hilfstruppen sowie eine Anzahl von Einheimischen, deren Schirmherren in der Lage waren, es für sie zu erlangen – einige der regionalen keltischen Könige, zum Beispiel Tiberius Claudius Cogidubnus, bekamen das Bürgerrecht auf diese Weise. Dennoch wuchs die Zahl der römischen Bürger ständig, das Bürgerrecht wurde vererbt und weitere Bewilligungen ausgesprochen. Schließlich wurde allen, die keine Sklaven oder Freigelassene waren, im Jahr 212 durch die Constitutio Antoniniana das Bürgerrecht gegeben.
Die übrigen Bewohner Britanniens, die keine Bürgerrechte genossen, waren peregrini, die weiter unter dem Recht ihrer Ahnen lebten. Die Hauptnachteile für sie waren:
- Sie konnten kein Land nach italienischem Recht besitzen
- Sie konnten nicht als Legionäre in der Armee dienen
  - obwohl sie bei den Hilfstruppen sein und Bürger aufgrund ihrer Entlassung werden konnten
- Sie konnten nicht von römischen Bürgern erben.

## Geschichtliches
Britannien war eine Reihe von Jahren unabhängig vom Rest des Römischen Reichs, erst als ein Teil des Imperium Galliarum, dann ein paar Jahrzehnte unter den Usurpatoren Carausius und Allectus.
Das Christentum kam im 3. Jahrhundert nach Britannien. Eine frühe Persönlichkeit darin war Sankt Alban, der in der Nähe der römischen Stadt Verulamium (in der Gegend des heutigen St Albans) getötet wurde, der Überlieferung nach während der Regierungszeit des Kaisers Decius.
Nach dem Rückzug der römischen Truppen in der Zeit des Kaisers Honorius (Jahr 406/410) waren die Romano-Briten gezwungen, ihre romanisierte Zivilisation selbst zu verteidigen. Die Plünderungen der aus dem Norden vordringenden Pikten brachten sie dazu, auf dem Festland germanische Sachsen und Angeln als Söldner (Foederaten) anzuwerben, die wiederum Land für ihre wachsende Bevölkerung suchten. Nach dem Sieg über die Pikten wandten sich die Angeln und Sachsen gegen ihre Auftraggeber und beschränkten die Herrschaft der Romano-Briten auf den Westteil der Insel, vor allem Wales und Cornwall.
Die Kämpfe dieser Zeit spiegeln sich in den Legenden um Uther Pendragon und Artus wider. Zuweilen wird vermutet, dass Ambrosius Aurelianus, der Anführer der romano-britischen Kräfte, die Vorlage für den ersteren abgab, und dass Artus’ Hof in Camelot eine idealisierte Erinnerung an die vor-sächsische romano-britische Zivilisation darstellt.